# Ячанов Дмитро Миколайович
Дмитро Миколайович Ячанов (рос. Дмитрий Николаевич Ячанов; 17 квітня 1972, м. Казань, СРСР) — радянський/російський хокеїст, воротар.  
Вихованець хокейної школи СК ім. Урицького. Виступав у командах: «Сокіл» (Новочебоксарськ), «Ітіль»/«Ак Барс» (Казань), «Торос» (Нефтекамськ), «Торпедо» (Нижній Новгород), «Нафтовик» (Альметьєвськ), «Крила Рад» (Москва), СКА (Санкт-Петербург), ХК ВМФ (Санкт-Петербург).
У складі національної збірної Росії учасник EHT 2008. 
Досягнення
- Чемпіон Росії (1998), срібний призер (2000, 2002).